# Johan Ludvig Runeberg
Johan Ludvig Runeberg 5. februar 1804 – 6. maj 1877) je bil finski duhovnik, lirski in epski pesnik. 
Pisal je izključno v švedščini. Velja za nacionalnega pesnika Finske. Je avtor besedila Vårt land (Naša dežela, finsko Maamme), ki je postala neuradna finska državna himna. Runeberg je sodeloval tudi pri posodobitvi finske luteranske pesmarice in izdelal številna besedila za novo izdajo.

## Življenjepis

### Otroštvo
Runeberg se je rodil v švedsko govoreči družini v Jakobstadu na Finskem na obali Botniškega zaliva. Njegova starša sta bila pomorski kapitan Lorentz Ulrik Runeberg (1772–1828) in Anna Maria Malm (1782–1834). Dedek po očetovi strani Ludvig se je preselil na Finsko s Švedske, Anna Maria Malm pa se je rodila v trgovski družini iz Jakobstada, ki je imela verjetno tudi svoje korenine na Švedskem.
Kot otrok je Runeberg zbolel za škrofulozo, ki je povzročila otekanje žlez. Njegov telesni razvoj se je zaradi bolezni upočasnil, tako da se je naučil hoditi šele pri treh ali štirih letih. Po očetu je Johan podedoval možat in živahen značaj, po materi pa občutljivost in umetniški talent.

### Izobraževanje
Pri osmih letih so Runeberga poslali živeti k stricu in obiskovati šolo v Oulu. Runeberg je študiral v mestu Vaasa in kasneje na carski akademiji v Turkuju, kjer se je spoprijateljil z Johanom Vilhelmom Snellmanom in Zachariasom Topeliusom. Njegov študij se je osredotočil predvsem na klasična jezika latinščino in grščino. Leta 1827 je pridobil naziv magister filozofije. Deloval je kot mentor (1822–1826), docent na Univerzi Imperial Alexander (1830) in učitelj na Helsingforskem liceju v švedskem jeziku (1831–1836).
Od leta 1837 je živel v Porvooju, kjer je služboval kot profesor latinske književnosti na gimnaziji Borgå. Runeberg je bil učitelj Carla Henrika Alopaeusa, ki je kasneje postal škof v Porvoou in vzgojitelj gluhih. Runeberg je podpiral tudi šolo Carla Oscarja Malma za gluhe v Porvooju (v kateri je poučeval Alopaeus) in služil v njenem šolskem odboru. Finska salonarka Natalia Castrén (1830–1881) je bila članica Runebergovega kulturnega kroga.

## Poezija
Številne njegove pesmi obravnavajo življenje na podeželju Finske. Najbolj znana med njimi je švedsko Bonden Paavo (kmet Paavo, finsko Saarijärven Paavo), ki govori o majhnem kmetu v revni župniji Saarijärvi in njegovi odločnosti, sisu (pogumu) in neomajni veri v previdnost v ostrem podnebju in letih slabe letine. Trikrat mu mrzla noč uniči pridelke. Vsakič v svoj kruh iz lubja vmeša dvojno količino lubja, da prepreči lakoto, in se vedno bolj trudi, da bi močvirje posušil v suho zemljo, ki ne bi bila tako izpostavljena nočni zmrzali. Po četrtem letu Paavo končno dobi bogat pridelek. Medtem ko se njegova žena veseli, zahvaljuje Bogu in reče Paavu, naj uživa poln kruh, narejen v celoti iz zrnja, Paavo naroči svoji ženi, naj še enkrat zmeša lubje v zrnje, ker je bil sosedov pridelek izgubljen zaradi zmrzali in polovico svojega pridelka da potrebnemu sosedu.

## Izbrana dela
Runebergova glavna dela so vključevala idealistično pesem Älgskyttarna (Lovci na lose, 1832) in ep Kung Fjalar (Kralj Fjalar, 1844). Junaška pesnitev Fänrik Ståls Sägner (Zgodbe praporščaka Ståla, finsko Vänrikki Stoolin tarinat), napisana med letoma 1848 in 1860, velja za največjo finsko epsko pesnitev zunaj domače tradicije Kalevale in vsebuje zgodbe o finski vojni 1808–09 z Rusijo. V vojni je Švedska sramotno izgubila Finsko, ki je postala Veliko vojvodstvo v Ruskem imperiju. Ep, ki je sestavljen epizodično, poudarja skupno človečnost vseh sprtih strani, hkrati pa hvali predvsem junaštvo Fincev. Prva pesem švedsko Vårt land (Naša dežela, finsko Maamme) je postala finska himna.

## Osebno življenje
Bil je poročen s svojo drugo sestrično Fredriko Runeberg, rojeno Tengström, ki je pisala pesmi in romane. Bila sta starša osmih otrok, vključno s kiparjem Walterjem Runebergom, ki je bil njun najstarejši sin. V življenju je imel tudi več čustvenih afer, predvsem z Mario Prytz in mlajšo pesnico Emilie Björkstén.
Johan Ludvig Runeberg je srečal Fredriko Wenman v šoli v Vaasi. Runeberg je svojo pesem posvetil Frigi. Vendar se je dvorjenje končalo, ko je Runeberg leta 1823 odšel na študij na Kraljevo akademijo v Turku.

## Zapuščina
Runebergov dan (finsko Runebergin päivä) praznujejo vsako leto 5. februarja, na dan Runebergovega rojstva. Pecivo z okusom mandljev, imenovano Runebergova torta (finsko Runebergintorttu švedsko Runebergstårta), je običajno na voljo v trgovinah od začetka januarja do 5. februarja.
Na Esplanadi v središču Helsinkov je kip Johana Ludwiga Runeberga, ki ga je izdelal njegov sin Walter Runeberg. Po Runebergu je bilo poimenovano tudi okrožje Runeberg v okrožju Becker v Minnesoti.
Po njem je poimenovana ulica Runeberginkatu v središču Helsinkov.
Runeberg je bil izbran kot glavni motiv finskega spominskega kovanca Johan Ludvig Runeberg in finska poezija za 10 €. Skovan je bil leta 2004 ob praznovanju 200. obletnice njegovega rojstva. Na sprednji strani kovanca je stiliziran portret Runebergovega obraza. Na zadnji strani je vzorec pisave iz leta 1831 iz časopisa v švedskem jeziku Helsingfors Tidningar, saj je Runeberg večino svojega dela napisal v švedščini.